# Semiothisa inchoata
Semiothisa inchoata là một loài bướm đêm trong họ Geometridae.